# جنبه‌های فیزیولوژیکی زراعت دیم
جنبه‌های فیزیولوژیکی زراعت دیم کتابی از یو اس گوپتا با ترجمهٔ غلامحسین سرمدنیا و عوض کوچکی است که در سال ۱۳۶۶ منتشر و در مراسم کتاب سال جمهوری اسلامی ایران به‌عنوان کتاب برگزیده معرفی شد.